# Église de la résurrection de Juankoski
L'église de la résurrection de Juankoski (en finnois : Juankosken Ylösnousemuksen kirkko) est une église en pierre située dans le quartier de Juankoski à Kuopio en Finlande. 

## Description
Conçue par Erkki Karvala et Matti Silvennoinen, L'église est inaugurée en mai 1990.  L'église a plus de 300 sièges.
En été, l'église est une église de route.